# 董纯才
董纯才（1905年—1990年5月22日），男，湖北大冶人，中华人民共和国科普作家、翻译家、教育家、政治人物。曾任中华人民共和国教育部党组书记、副部长。

## 生平
1954年，当选第一届全国人民代表大会代表。1986年6月，中国科学技术协会第三次全国代表大会在北京召开，选举产生第三届全国委员会。6月28日，第三届全国委员会第一次会议召开，推举其为荣誉委员。